# 聖瑪麗亞迪熱蒂巴

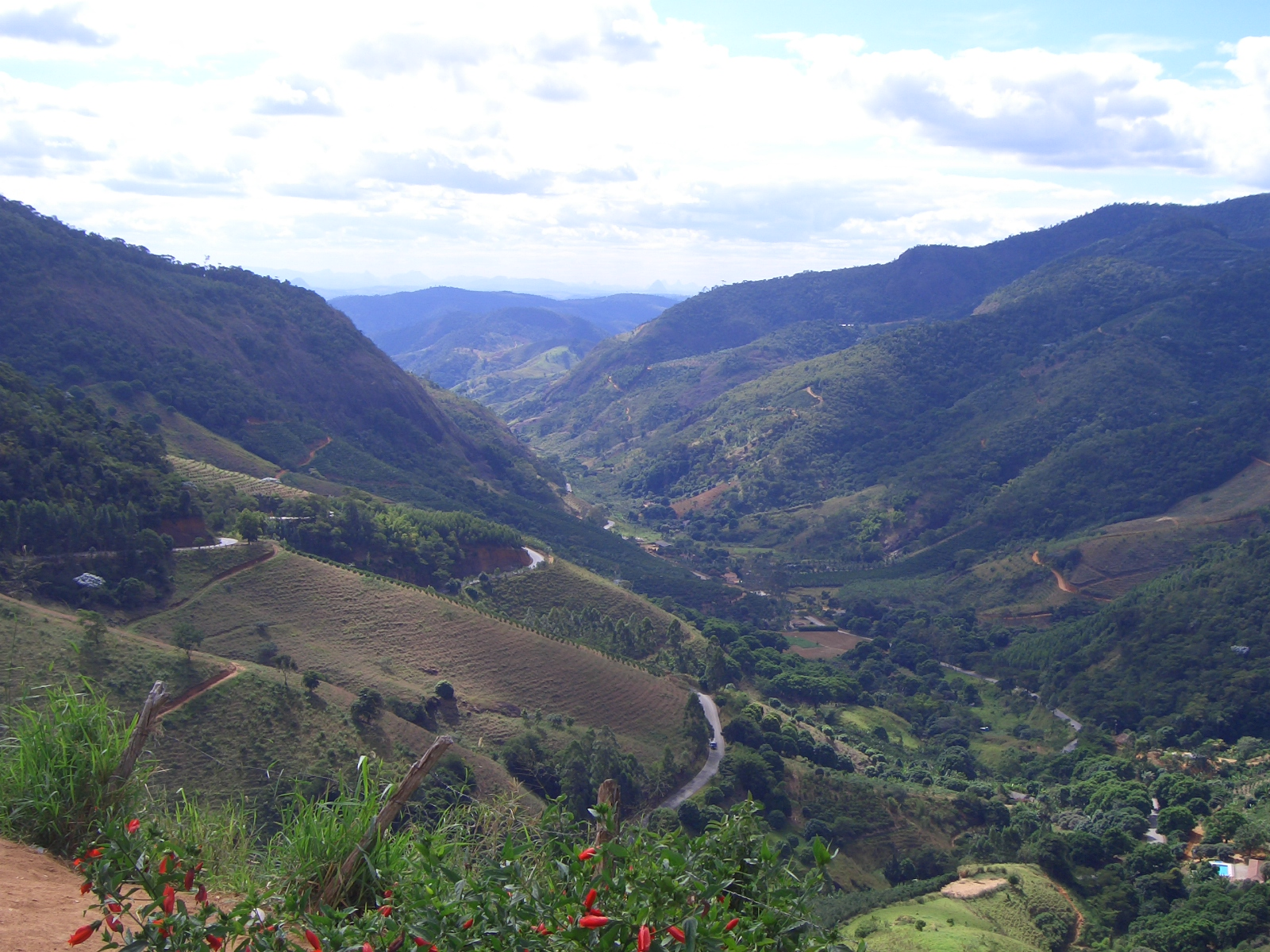
聖瑪麗亞迪熱蒂巴

20°2′27″S 40°44′45″W / 20.04083°S 40.74583°W
聖瑪麗亞迪熱蒂巴（葡萄牙語：Santa Maria de Jetibá），是巴西的城鎮，位於該國東南部，由聖埃斯皮里圖州負責管轄，始建於1857年，面積736平方公里，海拔高度720米，2010年人口37,720，人口密度每平方公里51.32人。